# Rajymbek batyr (metropolitana di Almaty)
Rajymbek batyr  (in kazako Райымбек батыр?) è una stazione della Linea 1, della Metropolitana di Almaty. È stata inaugurata il 1º dicembre 2011.